# Bernard Chapuis
Pour les articles homonymes, voir Chapuis.
Bernard Chapuis, né en 1945 à Alger, est un journaliste et écrivain français.

## Biographie
Journaliste à Combat, il entre au Canard enchaîné dans les années 1970. Puis, il prend la suite de Robert Escarpit pour les billets Au jour le jour dans le journal Le Monde.
Il a été également responsable des informations générales au Quotidien de Paris, chroniqueur de télévision au Nouvel Observateur, rédacteur en chef à L’Événement du jeudi et directeur du magazine Vogue Hommes.
Il a obtenu le prix Roger-Nimier, en 2005, pour son roman La Vie parlée paru aux éditions Stock et le prix des Deux Magots, en 2010, pour Le Rêve entouré d'eau, paru chez le même éditeur.

## Décorations
- Officier de l'ordre des Arts et des Lettres (2010)[2]

## Œuvres
- Jean Laurain et Bernard Chapuis, L'Éducation populaire ou la Vraie révolution : L'expérience des maisons des jeunes et de la culture, Paris, Éditions de Correspondance municipale, 1977, 253 p.
- L'Amour du temps, roman, Paris, Éditions du Seuil, 1980.
- Le Moulag : Conversation de nuit, Paris, Éditions Fayard, 1983, 246 p. (ISBN 978-2-213-01245-2)
- Terminus Paris, Paris, Éditions Formes du secret, 1986, 185 p. (ISBN 978-2-86301-001-3)
- Bernard Chapuis et Ermine Herscher, Qualités, objets d'en France, Boulogne-Billancourt, Paris, Éditions Du May, 1987 (réimpr. 1994), 95 p. (ISBN 978-2-906450-14-1)
- L'Année dernière, Paris, Éditions Stock, 1997, 141 p. (ISBN 978-2-234-05119-5)
- La Vie parlée, Paris, Éditions Stock, 2005, 228 p. (ISBN 978-2-234-05737-1)prix Roger-Nimier 2005
- Vieux garçon : roman, Paris, Éditions Stock, 2006, 246 p. (ISBN 978-2-234-05828-6)
- Le Rêve entouré d'eau : roman, Paris, Éditions Stock, 2009, 393 p. (ISBN 978-2-234-06085-2)Prix des Deux Magots 2010 et prix Mottart[3] de l'Académie française 2010
- Onze ans avec Lou : roman, Paris, Éditions Stock, 2012, 270 p. (ISBN 978-2-234-07095-0), Prix Jean-Freustié 2012[4]

## Filmographie
En tant qu'acteur :
- 2010 : Ensemble, nous allons vivre une très, très grande histoire d'amour... de Pascal Thomas — L'académicien musicien.
- 2015 : Valentin Valentin de Pascal Thomas — Le client de Rose.